# 시트로엥 C4 칵투스
시트로엥 C4 칵투스(Citroën C4 Cactus)는 시트로엥에서 생산 중인 소형스포츠 유틸리티 자동차이다.
독특한 디자인 기능은 주차장의 손상으로부터 차량을 보호하도록 설계된 차량 측면의 "AirBump"패널이다.  2013년 프랑크푸르트 모터쇼에서 선보인 시트로엥 칵투스 컨셉트는 프로덕션 버전을 시연하였다.

## 생산 및 판매
2014년 4월 마드리드 비야 베르데에 있는 PSA 공장에서 생산이 시작되었다. 2014년 6월 프랑스에서 판매가 시작되었다. 터치, 필 및 Flair 트림 레벨의 5도어 SUV이며 1.2L 인라인-3 가솔린 엔진과 1.6L 인라인-4 디젤 엔진으로 구동된다.

## 수상
- 2014년 탑 기어 "Hatchback of the Year".[4]
- 2015년 뉴욕 국제 오토쇼: World Car Design of the Year[5]
- 2015년 제네바 모터쇼 (Car Design News): "Production Car of the Year"[6]
- 2017년 오토 익스프레스 "Small SUV of the Year".[7]